# Mistrzostwa Europy w Gimnastyce Artystycznej 2010
Mistrzostwa Europy w Gimnastyce Artystycznej 2010 odbyły się w dniach 16-18 kwietnia 2010 w Bremie. Były to dwudzieste szóste mistrzostwa Starego Kontynentu.

## Reprezentacja Polski

### seniorki
- Joanna Mitrosz – 10. (wielobój ind.)
- Inga Buczyńska – 11. (układy zbiorowe)
- Zuzanna Klajman – 11. (układy zbiorowe)
- Monika Raszke – 11. (układy zbiorowe)
- Patrycja Romik – 11. (układy zbiorowe)
- Anna Semmerling – 11. (układy zbiorowe)
- Aleksandra Wójcik – 11. (układy zbiorowe)

### juniorki
- Anna Czarniecka – 7. (maczugi); 9. (skakanka)
- Marta Jasińska – 13. (obręcz)
- Maja Majerowska – 10. (piłka)

## Medaliści

### kobiety

#### wielobój seniorek
| Miejsce | Zawodniczka         | Punkty  |
| ------- | ------------------- | ------- |
|         | Jewgienija Kanajewa | 115,900 |
|         | Darja Kondakowa     | 113,725 |
|         | Aliyə Qarayeva      | 111,375 |
| 4.      | Lubow Charkaszyna   | 108,875 |
| 5.      | Neta Riwkin         | 108,400 |
| 6.      | Melitina Staniouta  | 108,000 |

#### wielobój seniorek w układach zbiorowych
| Miejsce | Reprezentacja | Punkty |
| ------- | ------------- | ------ |
|         | Rosja         | 54,500 |
|         | Włochy        | 53,925 |
|         | Białoruś      | 53,600 |

#### wielobój seniorek w układach zbiorowych - obręcze
| Miejsce | Reprezentacja | Punkty |
| ------- | ------------- | ------ |
|         | Rosja         | 28,200 |
|         | Białoruś      | 27,650 |
|         | Włochy        | 27,625 |

#### wielobój seniorek w układach zbiorowych - wstążki, skakanki
| Miejsce | Reprezentacja | Punkty |
| ------- | ------------- | ------ |
|         | Rosja         | 27,600 |
|         | Włochy        | 27,300 |
|         | Białoruś      | 27,175 |